# Michael Klinger (Filmproduzent)
Michael Klinger (* 1. November 1920 in London, Vereinigtes Königreich; † 15. September 1989 in Watford, Hertfordshire, Vereinigtes Königreich) war ein britischer Filmproduzent und Herstellungsleiter.

## Leben und Wirken
Der Sohn eines aus Polen stammenden Schneiders startete seine berufliche Laufbahn während des Zweiten Weltkriegs, als die britische Regierung händeringend Tüftler und Erfinder für ihre militärischen Rüstungs- und Abwehrprogramme suchte. So war er beispielsweise an der Entwicklung einer Bombentestmaschine beteiligt, mit der man die Wirkung entsprechender Sprengkörper austesten konnte, ohne selbige zu zünden. Wieder zurück im Zivilleben schlug sich Michael Klinger mit verschiedenen Tätigkeiten durch; so arbeitete er auf einem Markt im Londoner  East End und betrieb zeitweise einen eigenen Strip Club. Über diese Tätigkeit kam er auf die Idee, mit einem Geschäftspartner, dem nahezu gleichaltrigen Tony Tenser, im Londoner Stadtteil Soho ein Kino für eher schlüpfrige Filme zu eröffnen, den Compton Cinema Club, eine ausschließlich für Privatclub-Mitglieder zugängliche Lokalität. Das brachte beide Männer dazu, selbst in das Filmproduktionsgeschäft einzusteigen, und als erstes Produkt beider gemeinsamer Tätigkeit entstand der Nudistenfilm Naked as Nature Intended, der 1961 anlief. Daraufhin kauften er und Tenser das renommierte Londoner Windmill Theatre und bauten es zu einem Kinosaal für „spezielle Vorführungen“ um.
Als die Zeit der skandalbefrachteten Nudistenfilme ihrem Ende entgegenging, überzeugte Klinger Tenser dazu, nunmehr den Sprung in das seriöse Filmproduktionsgeschäft zu wagen. Nach einigen B-Produktionen finanzierte bzw. produzierte das Gespann auch Roman Polańskis erste beide britische Inszenierungen Ekel und Wenn Katelbach kommt…, die enormes Aufsehen erregten und von der Kritik zum Teil mit Lobeshymnen überschüttet wurden. Dies blieben jedoch Klingers einzige Ausflüge in das Kunstkino. Mit Jack rechnet ab ermöglichte er 1970 auch einen recht harten Gangsterthriller mit Michael Caine in der Hauptrolle. Seine späteren Filme sind kaum erwähnenswert. Das Gros der Klinger-Produktionen, die der Brite überwiegend als Herstellungsleiter (executive producer) betreute, sind harmloses Massenentertainment für ein nicht allzu anspruchsvolles Publikum, in den 1970er Jahren entstanden durch ihn auch diverse Elaborate der simpelst-humorigen “The Confessions of…”-Lustspielreihe, die bisweilen auch erotische Elemente enthielten.

## Filmografie
- 1961: Naked as Nature Intended
- 1963: Adam und Eva (That Kind of Girl)
- 1963: The Yellow Teddy Bears
- 1964: Saturday Night Out
- 1964: London in the Raw (Dokumentarfilm)
- 1964: Das Grauen auf Black Torment (The Black Torment)
- 1965: Glut der heißen Körper (Primitive London) (Dokumentarfilm)
- 1965: Sherlock Holmes’ größter Fall (A Study in Terror)
- 1964: Ekel (Repulsion)
- 1965: Die Goldpuppen (The Pleasure Girls)
- 1965: Frankenstein 70 – Das Ungeheuer mit der Feuerklaue (The Projected Man)
- 1965: Wenn Katelbach kommt… (Cul-de-sac)
- 1966: Das Skandalgirl von Soho (Secrets of a Windmill Girl)
- 1967: Das Penthouse (The Penthouse)
- 1968: Baby Love (auch Drehbuch)
- 1969: The London That Nobody Knows
- 1971: Jack rechnet ab (Get Carter)
- 1971: Amok (Something to Hide)
- 1972: Malta sehen und sterben (Pulp)
- 1973: Die Haie von Barcelona (La redada)
- 1973: Gold
- 1974: Ohne Hemd und ohne Höschen - Der Fensterputzer (Confessions of a Window Cleaner)
- 1975: Rachel’s Man
- 1975: Confessions of a Pop Performer
- 1975: Brüll den Teufel an (Shout at the Devil)
- 1976: Confessions of a Driving Instructor
- 1977: Confessions of a Summer Camp Councillor
- 1978: Blutsverwandte (Les liens de sang)
- 1978: Morgen gibt es kein Erwachen (Tomorrow Never Comes)
- 1981: Riding High